# 田棋 (暗棋變體)
田棋，是台灣人吳國勝推出的兩人對弈的台灣暗棋變體。

## 棋具
- 半盤中國象棋棋盤，為4*8方格，共三十二格棋位。
- 中國象棋棋子，唯每方減去兩枚兵卒，每方各十四枚。

## 規則
- 初始佈置為將所有棋子以反面朝上隨機放於空格，中間2*2區域不放棋，但可行棋。
- 將棋子全翻開，一玩家選擇執先或執後，再由執後的玩家選擇執邊，然後開始輪流移動一枚己棋。若至敵棋處，將該敵棋移除棋盤，不再使用。除非敵方只剩一枚，否則禁止連續抓子。
  - 一般移動：馬（傌）外，其餘棋子皆可循正向一格至空位或能吃的敵棋位。
    - 將（帥）能吃除兵（卒）以外的敵棋。
    - 士（仕）能吃除將（帥）以外的敵棋。
    - 象（相）能吃除將（帥）、士（仕）以外的敵棋。
    - 車（俥）能吃除將（帥）、士（仕）、象（相）以外的敵棋。
    - 包（炮）以此移動不能吃子。
    - 卒（兵）能吃將（帥）、卒（兵）敵棋。

  - 特別移動：車（俥）、馬（傌）、包（炮）以此特別移動能吃任何敵棋。
    - 車（俥）能沿正向兩格以上至空位或敵棋位，不得越子，不得轉向。
    - 馬（傌）能循斜向一格至空位或敵棋位。
    - 包（炮）能沿正向越過僅一枚任何方棋子至同方向的敵棋位。

- 以消滅所有敵棋獲勝[1]。